# Monkayo
Monkayo é um município de  primeira classe de renda municipal (d) na província Davao de Ouro, nas Filipinas. De acordo com o censo de 1 de maio  de  2020 possui uma população de 93 937 pessoas e 23 521 domicílios.